# 和谦镇
和谦镇，是中华人民共和国重庆市开州区下辖的一个乡镇级行政单位。

## 行政区划
和谦镇下辖以下地区：
和谦梓社区、江东村、仁和村、文圣村、长坪村、双河村和金山村。